# グラミー生涯業績賞
グラミー生涯業績賞（英: Grammy Lifetime Achievement Award）は、ザ・レコーディング・アカデミーが「生涯を通じてレコーディングの分野に傑出した芸術的意義を持つ創造的な貢献をした演奏家」に授与する特別なグラミー賞である。この賞は、個人ではなく特定のレコーディングを表彰するグラミーの殿堂や、演奏家以外の人々を表彰するグラミー理事会賞とは異なる。この賞は1962年に創設され、1963年に最初の受賞者が出た。

## 生涯業績賞受賞者
以下の個人が生涯業績賞を受賞した。受賞年順に記載。
| 年   | 受賞者 | 参照   |
| ---- | --- | ------ |
| 1963 | ビング・クロスビー |        |
| 1965 | フランク・シナトラ |        |
| 1966 | デューク・エリントン |        |
| 1967 | エラ・フィッツジェラルド |        |
| 1968 | アーヴィング・バーリン |        |
| 1971 | エルヴィス・プレスリー |        |
| 1972 | ルイ・アームストロング、マヘリア・ジャクソン |        |
| 1984 | チャック・ベリー、チャーリー・パーカー |        |
| 1985 | レナード・バーンスタイン |        |
| 1986 | ベニー・グッドマン、ローリング・ストーンズ、アンドレス・セゴビア |        |
| 1987 | ロイ・エイカフ、ベニー・カーター、エンリコ・カルーソー、レイ・チャールズ、ファッツ・ドミノ、ウディ・ハーマン、ビリー・ホリデイ、B.B.キング、アイザック・スターン、イーゴリ・ストラヴィンスキー、アルトゥーロ・トスカニーニ、ハンク・ウィリアムズ |        |
| 1989 | フレッド・アステア、パブロ・カザルス、ディジー・ガレスピー、ヤッシャ・ハイフェッツ、レナ・ホーン、レオンティン・プライス、ベッシー・スミス、アート・テイタム、サラ・ヴォーン                                                                     |        |
| 1990 | ナット・キング・コール、マイルス・デイヴィス、ウラディミール・ホロヴィッツ、ポール・マッカートニー |        |
| 1991 | マリアン・アンダーソン、ボブ・ディラン、ジョン・レノン、キティ・ウェルズ |        |
| 1992 | ジェームス・ブラウン、ジョン・コルトレーン、ジミ・ヘンドリックス、マディ・ウォーターズ |        |
| 1993 | チェット・アトキンス、リトル・リチャード、セロニアス・モンク、ビル・モンロー、ピート・シーガー、ファッツ・ウォーラー |        |
| 1994 | ビル・エヴァンス、アレサ・フランクリン、アルトゥール・ルービンシュタイン |        |
| 1995 | パッツィー・クライン、ペギー・リー、ヘンリー・マンシーニ、カーティス・メイフィールド、バーブラ・ストライサンド |        |
| 1996 | デイヴ・ブルーベック、マーヴィン・ゲイ、ゲオルク・ショルティ、スティーヴィー・ワンダー |        |
| 1997 | ボビー・"ブルー"・ブランド、エヴァリー・ブラザース、ジュディ・ガーランド、ステファン・グラッペリ、バディ・ホリー、チャールズ・ミンガス、オスカー・ピーターソン、フランク・ザッパ                                                                 |        |
| 1998 | ボ・ディドリー、ミルス・ブラザーズ、ロイ・オービソン、ポール・ロブスン |        |
| 1999 | ジョニー・キャッシュ、サム・クック、オーティス・レディング、スモーキー・ロビンソン、メル・トーメ |        |
| 2000 | ハリー・ベラフォンテ、ウディ・ガスリー、ジョン・リー・フッカー、ミッチ・ミラー、ウィリー・ネルソン |        |
| 2001 | ザ・ビーチ・ボーイズ、トニー・ベネット、サミー・デイヴィスJr.、ボブ・マーリー、ザ・フー |        |
| 2002 | カウント・ベイシー、ローズマリー・クルーニー、ペリー・コモ、アル・グリーン、ジョニ・ミッチェル |        |
| 2003 | エタ・ジェイムズ、ジョニー・マティス、グレン・ミラー、ティト・プエンテ、サイモン&ガーファンクル |        |
| 2004 | ヴァン・クライバーン、ファンク・ブラザース、エラ・ジェンキンス、ソニー・ロリンズ、アーティ・ショウ、ドク・ワトソン |        |
| 2005 | エディ・アーノルド、アート・ブレイキー、カーター・ファミリー、モートン・グールド、ジャニス・ジョップリン、レッド・ツェッペリン、ジェリー・リー・ルイス、ジェリー・ロール・モートン、パイントップ・パーキンズ、ザ・ステイプル・シンガーズ         |        |
| 2006 | デヴィッド・ボウイ、クリーム、マール・ハガード、ロバート・ジョンソン、ジェシー・ノーマン、リチャード・プライヤー、ザ・ウィーヴァーズ |        |
| 2007 | ジョーン・バエズ、ブッカー・T&ザ・MG's、マリア・カラス、オーネット・コールマン、ドアーズ、グレイトフル・デッド、ボブ・ウィルス |        |
| 2008 | バート・バカラック、ザ・バンド、キャブ・キャロウェイ、ドリス・デイ、イツァーク・パールマン、マックス・ローチ、アール・スクラッグス |        |
| 2009 | ジーン・オートリー、ブラインド・ボーイズ・オブ・アラバマ、フォー・トップス、ハンク・ジョーンズ、ブレンダ・リー、ディーン・マーティン、トム・パクストン                                                                                           |        |
| 2010 | レナード・コーエン、ボビー・ダーリン、デヴィッド・"ハニーボーイ"・エドワーズ、マイケル・ジャクソン、ロレッタ・リン、アンドレ・プレヴィン、クラーク・テリー                                                                                       |        |
| 2011 | ジュリー・アンドリュース、ロイ・ヘインズ、ジュリアード弦楽四重奏団、キングストン・トリオ、ドリー・パートン、ラモーンズ、ジョージ・ビバリー・シェー                                                                                               | [ 3 ]  |
| 2012 | オールマン・ブラザーズ・バンド、グレン・キャンベル、アントニオ・カルロス・ジョビン、ジョージ・ジョーンズ、メンフィス・ホーンズ、ダイアナ・ロス、ギル・スコット・ヘロン                                                                           |        |
| 2013 | グレン・グールド、チャーリー・ヘイデン、ライトニン・ホプキンス、キャロル・キング、パティ・ペイジ、ラヴィ・シャンカル、テンプテーションズ | [ 4 ]  |
| 2014 | ビートルズ、クリフトン・シェニエ、アイズレー・ブラザーズ、クラフトワーク、クリス・クリストファーソン、アルマンド・マンサネーロ、モード・パウエル                                                                                                 | [ 5 ]  |
| 2015 | ビージーズ、ピエール・ブーレーズ、バディ・ガイ、ジョージ・ハリスン、フラコ・ヒメネス、ルービン・ブラザーズ、ウェイン・ショーター | [ 6 ]  |
| 2016 | ルース・ブラウン、セリア・クルス、アース・ウィンド・アンド・ファイアー、ハービー・ハンコック、ジェファーソン・エアプレイン、リンダ・ロンシュタット、Run-DMC                                                                                      | [ 7 ]  |
| 2017 | シャーリー・シーザー、アーマッド・ジャマル、チャーリー・プライド、ジミー・ロジャーズ、ニーナ・シモン、スライ・ストーン、ヴェルヴェット・アンダーグラウンド                                                                                       | [ 8 ]  |
| 2018 | ハル・ブレイン、ニール・ダイアモンド、エミルー・ハリス、ルイ・ジョーダン、ミーターズ、クイーン、ティナ・ターナー | [ 9 ]  |
| 2019 | ブラック・サバス、ジョージ・クリントン & パーラメント-ファンカデリック、ビリー・エクスタイン、ダニー・ハサウェイ、フリオ・イグレシアス、サム&デイヴ、ディオンヌ・ワーウィック                                                                    | [ 10 ] |
| 2020 | シカゴ、ロバータ・フラック、アイザック・ヘイズ、イギー・ポップ、ジョン・プライン、パブリック・エナミー、シスター・ロゼッタ・サープ | [ 11 ] |
| 2021 | グランドマスター・フラッシュ&ザ・フューリアス・ファイヴ、ライオネル・ハンプトン、マリリン・ホーン、ソルト・ン・ペパ、セレーナ、トーキング・ヘッズ                                                                                                | [ 12 ] |
| 2022 | ボニー・レイット | [ 13 ] |
| 2023 | ボビー・マクファーリン、ニルヴァーナ、マー・レイニー、スリック・リック、ナイル・ロジャース、スプリームス、ハートのアン・ウィルソン & ナンシー・ウィルソン                                                                                        | [ 14 ] |
| 2024 | ローリー・アンダーソン、クラーク・シスターズ、グラディス・ナイト、N.W.A、ドナ・サマー、タミー・ワイネット | [ 15 ] |
| 2025 | フランキー・ビヴァリー、ザ・クラッシュ、ボビー・ジョーンズ、タジ・マハール、プリンス、ロクサーヌ・シャンテ、フランキー・ヴァリ | [ 16 ] |